# Nikiforos Vrettakos
Nikiforos Vrettakos (griechisch Νικηφόρος Βρεττάκος, * 1. Januar 1912 in Krokees, Lakonien, Peloponnes; † 4. August 1991 in Ploumitsa bei Krokees) war ein griechischer Schriftsteller sowie einer der bekanntesten griechischen Lyriker der sogenannten 1930er Generation und gilt als „der Heilige der Griechischen Dichtkunst“. Er war das erste linke Mitglied der Akademie von Athen.

## Leben
Nikephoros Vrettakos, der aus der Mani stammte, wuchs im Dorf Krokees bei Sparta auf, wo er die Grundschule besuchte. Sein kinderloser Onkel und seine Verwandten unterstützten ihn, damit er wie sein Freund Giannis Ritsos das Gymnasium in Gythio besuchen konnte.
1929 zog er nach Athen, wo er an der dortigen Universität studierte. Im gleichen Jahr wurde die erste Auswahl von Gedichten Unter Schatten und Lichtern des 17-Jährigen publiziert. Nach einem Jahr musste er die Universität aus finanziellen Gründen verlassen.
Er heiratete 1934 Kalliopi „Pitsa“ Apostolidou, mit der er zwei Kinder bekam. Für kurze Zeit arbeitete er als Bauer und in einer Seidenfabrik, bevor er 1937 seine 30-jährige Karriere im Griechischen Staatsdienst (Ministerium für öffentliche Arbeiten) begann.
Im Zweiten Weltkrieg kämpfte er 1940–1941 im Griechisch-Italienischen Krieg und trat 1942 der Nationalen Befreiungsfront EAM (Ethnikó Apelevtherotikó Métopo, griechisch: Εθνικό Απελευθερωτικό Μέτωπο ΕΑΜ) bei.
Nach dem Krieg setzte er seine Karriere im öffentlichen Dienst fort, wurde aber 1947 aufgrund seiner politischen Überzeugungen gezwungen, von Athen nach Piräus zu gehen. 1954 wurde er in den Stadtrat von Piräus gewählt.
1949 widerrief die Kommunistische Partei Griechenlands seine Mitgliedschaft, weil er in einem seiner Essays die Versöhnung zwischen den beiden Supermächten gefordert hatte. Er besuchte die Sowjetunion 1957. Im selben Jahr gewann er den Staatspreis für Dichtung und begann als Journalist, Übersetzer und Literaturredaktor verschiedener Zeitschriften und Zeitungen zu arbeiten. Er sprach Französisch und Italienisch.
In der Putschnacht vom 21. April 1967 gelang es ihm, der Verhaftung zu entgehen. Er beschloss, ins Exil in die Schweiz und nach Italien zu gehen, um von dort aus seinen Beitrag gegen die Unfreiheit in seinem Land zu leisten. Er schrieb ein Gedicht über den Studenten Kostas Georgakis, der sich in Genua selbst in Brand steckte, als Protest gegen die Griechische Junta.
1967–1970 fand er jeweils mehrere Monate im griechischen Kinderhaus „Kypseli“ im Kinderdorf Pestalozzi in Trogen in der Schweiz Zuflucht. Dort schrieb er Gedichte, erzählte den Kindern Geschichten und nahm regelmäßig an den wöchentlichen Morgenfeiern teil, wo sich die Dorfgemeinschaft versammelte, um an den Sinn und die Ziele des Dorfes, das Gemeinsame und Allgemeinmenschliche als tragendes Bauelement der kleinen Völkergemeinschaft, zu erinnern. Zur 50-Jahr-Feier des Kinderdorfes 1996 erschien zum Gedenken an Vrettakos ein Text- und Bildband mit dem Zyklus der sechzehn Gedichte, die er von 1967 bis 1970 im Kinderdorf geschrieben hatte:

„Jeden Morgen, wenn die Sonne emporsteigt über Trogen und über dem Kinderdorf, sind alle Dinge so einfach wie überall und immer auf dieser Erde. Doch sind die Gesichter der Kinder – hier – Heimatländer. An jedem Montagmorgen versammeln sie sich unter demselben Versprechen der Liebe. Gemeinsam sind sie ein Erdball, der betet“

Vrettakos kehrte 1974 nach Griechenland zurück, wo er bei seinem Onkel in Krokees wohnte. 1987 verursachte er eine Entrüstung in linken Kreisen, als er die Nomination für die Akademie von Athen annahm, die als Hochburg des Konservatismus galt. In den 1980er Jahren baute er sich ein kleines Haus in der Nähe der Ruinen von Plumitsa. Hier schrieb er einen großen Teil seines Werks im Angesicht seines geliebten Taygetos-Gebirges.
Er war Präsident des griechischen P.E.N.-Clubs sowie Ehrenpräsident der Gesellschaft der griechischen Dichter und der Piräus Gesellschaft für Kunst und Literatur.

## Werk
Sein Werk zeichnet sich durch starke Naturverbundenheit, soziales Engagement und seine urbane und für Menschenwürde und Menschenrechte eintretende Lyrik aus. Es umfasst mehrere Gedichtbände und wurde in die meisten europäischen Sprachen sowie in Arabisch, Japanisch und Türkisch übersetzt. Seine Poesie strahlt eine humane Sensibilität aus, verbunden mit einem kühnen Realismus. Anfänglich schrieb er im traditionellen Rhythmus und Metrum von der Natur- und dem Familienleben, später verwendete er zeitgenössische Formen und erweiterte seinen Themenkreis auf die Probleme der Welt. Seine Hauptthemen sind Frieden, Freiheit, Gleichheit, Gerechtigkeit und Brüderlichkeit. Viele seiner Gedichte wurden von griechischen Komponisten in populären Liedern vertont, einige von Mikis Theodorakis.
Daneben verfasste er die Studie Nikos Kazantzakis. Sein Kampf und sein Werk, seine Autobiographie Odyni und für die griechische Diaspora das Gebetbuch Liturgy Below the Acropolis. Er schrieb über seine Erfahrungen als Soldat im Zweiten Weltkrieg und die Misere der Linken nach der Niederlage im Griechischen Bürgerkrieg von 1946 bis 1949.

## Auszeichnungen
- 1940 Griechischer Staatspreis für Dichtung für die Gesichter des Menschen.
- 1945 wurde ihm der Preis der Nationalen Résistance verliehen.
- 1956 Griechischer Staatspreis für Dichtung für Gedichte 1929-1951.
- 1977 erhielt er den Ouranis Preis der Akademie von Athen.
- 1980 wurde das Denkmal des "Unbekannten Seemanns" im Hafen von Gythio enthüllt.
- 1981 Asla Award von Sizilien.
- 1983 Griechischer Staatspreis für Dichtung.
- 1985 Nationalen Preis für Literatur.
- 1987 wurde er von der Akademie von Athen in den Lehrstuhl für Literatur aufgenommen.
- 1990 Vaptsarov Award von Bulgarien.
- 1991 Ehrendoktor der Universität Athen für Literatur.
- 2012 wurde als Hommage zum 100. Geburtstag eine Anthologie mit Poesie- und Prosatexten von namhaften Dichtern mit einer Einführung des Kunsthistorikers Leonce Petmezas veröffentlicht.
- Er wurde für den Nobelpreis für Literatur nominiert.
- Die Stadt Athen vergibt ihm zu Ehren jährlich den “Nikiforos Vrettakos”-Memorialpreis für Literatur.
- Zu seinen Ehren werden in vielen Städten und Organisationen inner- und außerhalb Griechenlands immer wieder kulturelle Anlässe abgehalten.

## Veröffentlichungen (Auswahl)

### Neugriechische Lyrik
- Unter Schatten und Lichter. 1929.
- Gehen zu der Stille der Jahrhunderte. 1933
- Der Krieg. 1935.
- Die Gesichter der Menschen. 1935.
- Der Brief des Swan. 1937.
- Die Reise des Archangel. 1938.
- Margarita, Bilder des Sonnenuntergangs. 1939.
- Der Höhepunkt des Feuers. 1940.
- Heroisches Abkommen. 1944.
- 33 Tage. 1945.
- Der sagenhafte Zustand. 1947.
- Das Buch von Margaret. 1949.
- Taygetos und das Schweigen. 1949.
- Die trüben Flüsse. 1950.
- Ploumitsa. 1951.
- Raus mit dem Pferd. 1952.
- Brief an Robert Oppenheimer. 1954
- Gedichte 1929-1951. 1956.
- Meine Mutter Kirche. 1957
- Die Zeit und der Fluß. 1957.
- Königliche Eiche. 1959.
- Die Tiefe der Welt. 1961.
- Autobiographie. 1961.
- Wahl (Auswahl aus früheren Kollektionen). 1965.
- Diese Kinder unseres Planeten: 16 Gedichte griechisch und deutsch. Original in der Handschrift des Dichters. Propyläa, Zürich 1970.
- Spaziergänge. Gesamtausgabe der poetischen Arbeit in 3 Bänden, 1972.
- Ode an die Sonne. 1974.
- Protest. 1974.
- Der Fluß Bues. 1975.
- Nachmittag Sonnenblume. 1976.
- Anarithma. 1979.
- Liturgie unter der Akropolis. Oratorium, 1981.
- Der ausgezeichnete Planet. 1983.
- Unvollendete Begabung. 1986.
- Die Philosophie der Blumen. 1990. (griechisch-englisch)
- Gedichte (Τά ποιήματα) Tria Phylla, Athen 1991. 3 Bände.
- mit Arthur Bill, Argyris Sfountouris[2]: Das Kinderdorf Pestalozzi in Trogen und sein griechischer Dichter. Verlag Haupt, Bern 1996, ISBN 3-258-05384-7.
- odyni (οδύνη, QUAL), Autobiographie, griechisch, Anubis 2006, ISBN 960-7478-16-9
- Die Geheimnisse der Träume des Fabius. 2009

### Prosa
- Das nackte Kind. 1939.
- Der Naturjunge. 1945.
- Zwei Menschen sprechen über den Frieden der Welt. 1949.
- Einer der zwei Welten. 1958.
- Leiden. Roman in Englisch, New York, 1969.
- Vor dem gleichen Fluß. 1972.
- Prometheus. Tragödie, 1978.
- Zeugnisse einer kritischen Ära. 1979.

### Essay
- Nikos Kazantzakis. Sein Kampf und sein Werk. 1960.